# University of Limerick
Die University of Limerick (abgekürzt UL, irisch Ollscoil Luimnigh) ist eine Universität in Limerick, Irland. Sie wurde am 1. Januar 1972 als National Institute for Higher Education, Limerick gegründet und erhielt 1989 den Status einer Universität (University of Limerick Act). Dies war die erste Universitätsgründung in Irland seit der Unabhängigkeit Irlands 1922 (zusammen mit der am gleichen Tag gegründeten Dublin City University). Der 240 Hektar (600 acre) große Campus (National Technology Park) der UL liegt am südlichen Ufer des Shannon, in Castletroy, ca. drei Meilen (fünf Kilometer) östlich des Zentrums der Stadt Limerick.
Derzeit sind ca. 17 000 Studenten eingeschrieben. Die UL hat vier Fakultäten:
die Kemmy Business School, die Fakultät für Erziehung und Gesundheitswissenschaften, die Fakultät für Naturwissenschaften und Ingenieurwesen und die Fakultät für Kunstwissenschaft, Geisteswissenschaften und Sozialwissenschaften.
Die 2001 fertiggestellte „University Arena“, das Sportzentrum der Universität, ist Irlands größte Sporthalle. In der universitären Konzerthalle (fertiggestellt 2008) ist das Irish Chamber Orchestra beheimatet. Die UL war 2011 im QS World University Rankings auf den Plätzen 471–480 weltweit gelistet. Sie war 2015 und 2019 Universität des Jahres der Sunday Times.

## Historie
1845 hatte sich Limerick erfolglos als ein Standort der Queen’s University of Ireland beworben; letztlich wurden aber Belfast (Queen’s University Belfast), Cork (University College Cork) und Galway (National University of Ireland, Galway) bevorzugt. Im September 1959 wurde von Bürgermeister Ted Russell ein „Limerick University Project Committee“ gegründet, das letztlich die Gründung des National Institute for Higher Education (NIHE) 1972 erreichte. 1989 wurde die NIHE als Universität Limerick inkorporiert.

### Präsidenten
- Edward M. Walsh (1972–1998)
- Roger Downer (1998–2006)
- John O’Connor (2006–2007)
- Don Barry (2007–2017)
- Desmond Fitzgerald (2017–2020)
- Kerstin Mey (seit 2020)[4]

## Bekannte Absolventen

### Kultur
- Steph Geremia, irische Sängerin
- Sarah McTernan, irische Sängerin
- Mícheál Ó Súilleabháin, irischer Musiker

### Politik
- Tamar Beruchashvili, ehem. Außenministerin von Georgien[5]
- Pat Cox, Präsident des Europäischen Parlaments
- Jimmy Deenihan, Mitglied des irischen Parlaments
- Nika Gilauri, Premierminister von Georgien (2009–2012)
- Pippa Hackett, irische Politikerin und Staatsministerin
- Mary Lou McDonald, Politikerin, Präsidentin von Sinn Féin
- Willie O’Dea, Mitglied des irischen Parlaments

### Sport
- Sharlene Mawdsley, Irische Sprinterin
- Ciara Neville, Irische Sprinterin
- Eoin Reddan, irischer Rugby-Spieler